# Pterospondylus
Genre
Espèce
Pterospondylus (signifiant « vertèbre ailée ») est un genre nomen dubium de dinosaures théropodes du Trias supérieur retrouvé en Allemagne (Europe).
L'espèce-type, Pterospondylus trielbae, a été nommée et décrite par Otto Jaekel en 1913-1914.

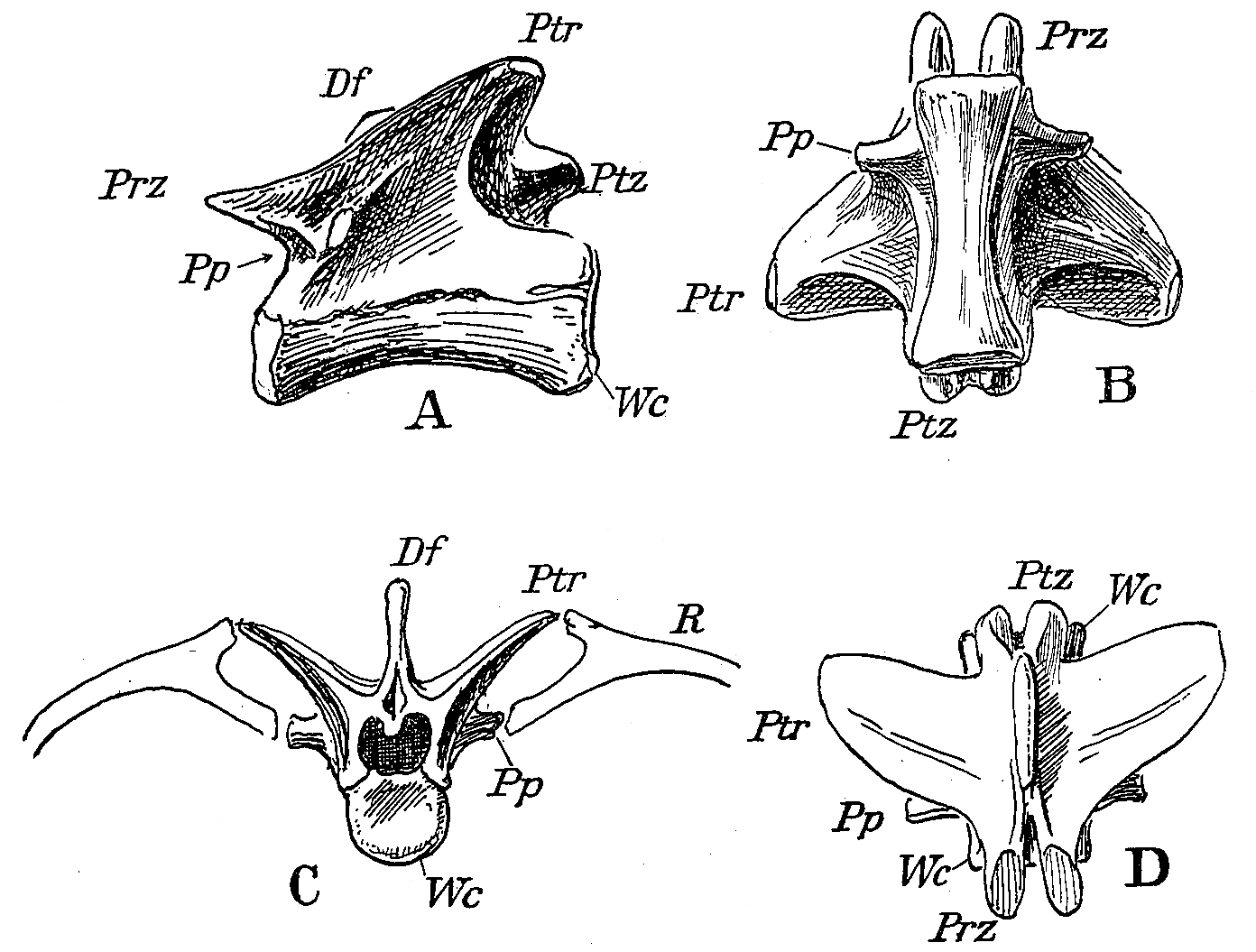
Vertèbre dorsale sous plusieurs angles.

Elle est basée sur des fossiles retrouvés dans la formation géologique de Trossingen (en).
Le genre est parfois associé à Procompsognathus, voire considéré comme étant un synonyme de ce dernier, bien que sa vertèbre soit deux fois plus grande que celle correspondante chez Procompsognathus.